# Tiayang
Der Tiayang, auch Tjayang, war ein Gewichtsmaß für Reis in Cheribon auf der ehemals niederländisch-ostindischen Insel Java.
- 1 Tiayang = 2.000 Kättis/Catty = 1230,420 Kilogramm
- 1 Tiayang = 40 Sanya = 200 Bossen[2] = 20 Picols[3]